# Brava Giulia/Blasco Rossi
Brava Giulia/Blasco Rossi è un singolo del cantautore italiano Vasco Rossi, pubblicato nel gennaio 1987 dalla Carosello (CI 20562), contenente due brani tratti dall'album C'è chi dice no dello stesso anno.
In un periodo in cui le vendite dei 45 giri andavano calando, il disco non entrò in classifica, al contrario invece dell'album.
Il testo di Brava Giulia è scritto da Vasco Rossi, mentre la musica è di Tullio Ferro, Guido Elmi e Rudy Trevisi.
In Blasco Rossi, "la combriccola del Blasco" subisce i giudizi di moralisti e perbenisti. In particolare, si riferisce ai media. Vasco infatti torna a citare "quel tale" così come in Vado al massimo, ovvero Nantas Salvalaggio, giornalista che in un'apparizione di Vasco a Domenica in nel 1981, nella quale propose il brano Sensazioni forti, definì il rocker di Zocca "sporco, ebete e drogato".

## Formazione
- Vasco Rossi - voce
- Guido Elmi, Maurizio Solieri - chitarra
- Rudy Trevisi - batteria, tastiera e sassofono in Brava Giulia
- Davide Romani - basso
- Lele Melotti - batteria in Blasco Rossi
- Guido Elmi, Rudy Trevisi - percussioni in Blasco Rossi
- Rudy Trevisi - tastiera in Blasco Rossi
- Tullio Ferro - cori in Brava Giulia